# جک فالاهی
جک فالاهی (انگلیسی: Jack Falahee؛ زادهٔ ۲۰ فوریهٔ ۱۹۸۹) یک هنرپیشه اهل ایالات متحده آمریکا است. وی از سال ۲۰۱۲ میلادی تاکنون مشغول فعالیت بوده‌است. وی در نقش کانر والش در سریال چگونه از مجازات قتل فرار کرد و فیلم بوکسور مقوایی بازی می‌کند.